# Columbia (Jižní Karolína)
Columbia je hlavní město a zároveň největší město amerického státu Jižní Karolína.
Columbia je sídlem Richland County, ale malá část města spadá pod Lexington County.

Jméno města je odvozeno od jména Kryštofa Kolumba.

## Demografie
Podle sčítání lidu z roku 2010 zde žilo 129 272 obyvatel.

### Rasové složení
- 51,7 % Bílí Američané
- 42,2 % Afroameričané
- 0,3 % Američtí indiáni
- 2,2 % Asijští Američané
- 0,1 % Pacifičtí ostrované
- 1,5 % jiná rasa
- 2,0 % dvě nebo více ras

Obyvatelé hispánského nebo latinskoamerického původu, bez ohledu na rasu, tvořili 4,3% populace.

## Osobnosti města
- James Mark Baldwin (1861 – 1934), psycholog a filosof
- Stanley Donen (* 1924), režisér a choreograf
- Kristin Davisová (* 1965), herečka a producentka

## Partnerská města
- Čeljabinsk, Rusko
- Kaiserslautern, Německo
- Kluž, Rumunsko
- Plovdiv, Bulharsko